# Pantao Ragat
Pantao Ragat est une localité de la province de Lanao du Nord, aux Philippines. En 2015, elle compte 27 866 habitants.